# ラジオライフDX
ラジオライフDX（ - ディーエックス）は、株式会社三才ブックスが発行する季刊の雑誌。2011年に創刊した。『ラジオライフ』の兄弟誌で、本誌では比重が下がっている無線関連の記事を多く取り上げている。

## 概要
1980年4月に創刊した『ラジオライフ』は、警察無線の受信や偽造テレカ、盗聴に至るまで、決して他では知ることのできない情報を紹介し続け、電波系マニアはもちろんのこと、電波系＝機械いじりが好きで好奇心旺盛な読者が多いということから、ハード系マニアにも支持され続けてきた。しかし昨今の『ラジオライフ』は電波系の記事も少なく、当時の読者から「誰もが読んだ!!懐かしのラジオライフ復活」を望む声を多くなり、2011年12月19日に、受信、無線という「電波」関係に特化した『ラジオライフDX』を季刊誌として創刊した。

アマチュア無線やBCLは1970年代後半から1990年代にかけて、また各種の無線受信は1980年代から2000年にかけて流行した趣味として、現在でも根強い愛好家が楽しんでいる。本書は累計数百万人にのぼると言われる、これらの趣味の経験者（40代以上の男性）を対象とし、趣味に没頭できた時代の懐かしい話題の回顧や、当時人気だった受信機、無線機をレストアする専門ショップの紹介、再びこの趣味にカムバックするために必要となる最新情報をジャンル別で掲載している。